# Myrcia emarginata
Myrcia emarginata là một loài thực vật có hoa trong Họ Đào kim nương. Loài này được (O.Berg) Nied. mô tả khoa học đầu tiên năm 1893.